# Rathaus Wettringen (Mittelfranken)

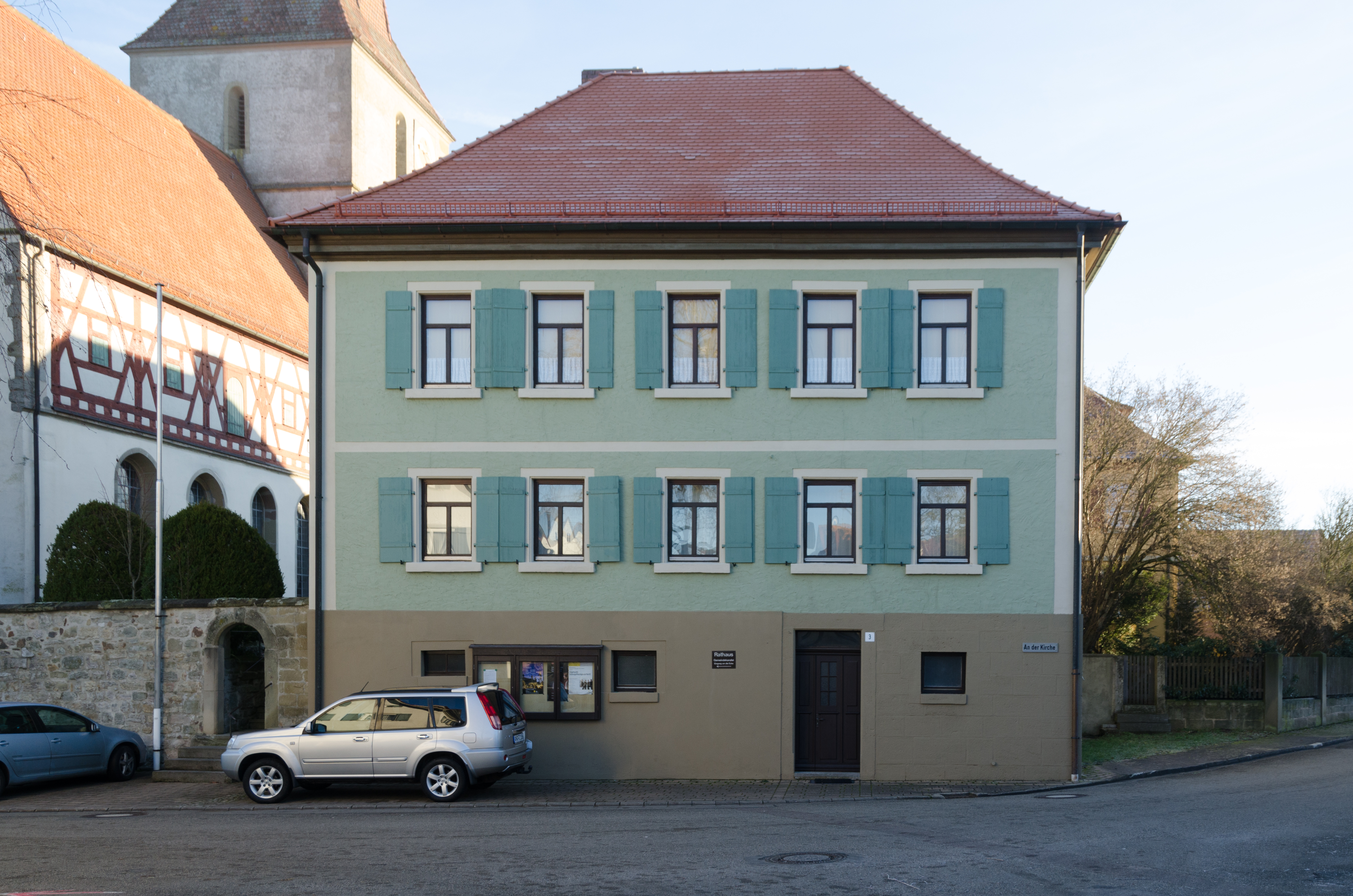
Rathaus in Wettringen

Das Rathaus in Wettringen, einer Gemeinde im mittelfränkischen Landkreis Ansbach in Bayern, wurde 1812 errichtet und im 19./20. Jahrhundert nach Süden erweitert. Das Rathaus mit der Adresse An der Kirche 3 ist ein geschütztes Baudenkmal.
Der zweigeschossige Walmdachbau mit hohem Sockelgeschoss auf winkligem Grundriss wurde ursprünglich als Schulgebäude errichtet.